# Fred (videohra)
Fred je počítačová hra z roku 1988. Vytvořila ji skupina z Ostravy známá jako VBG Software. Skupinu tvořili Vlastimil Veselý, Libor Bedrlík a Ladislav Galar. Hlavním autorem hry byl Ladislav Gavar. Dle závěrečných titulků hra vyšla 16. května 1988. Žánrově se jedná o logickou hru, i když jsou přítomny i prvky plošinovky.
Hráč ovládá postavičku Freda. Jeho cílem je dostat se přes 28 místností, až do cíle. Přitom se musí dostat přes různé překážky. Pomoci mu mohou jakési zvláštní plošinky představující trampolíny. Ty mu umožňují skákat. Jsou zde však i plošinky, které vypustí ptáka. Ten nemůže háči ublížit, ale může mu znemožnit další postup. Hráč jej však může využít k tomu, aby se dostal dál. Jsou zde také kameny, které mohou pomoci hráči v cestě, ale je nutné dát pozor, aby se nestal překážkou. Hráč může kameny tlačit v libovolném množství, ale pták neutlačí více než jeden.